# Ponta da Madeira
Ponta da Madeira är en udde i Brasilien.   Den ligger i kommunen São Luís och delstaten Maranhão, i den nordöstra delen av landet, 1 500 km norr om huvudstaden Brasília.
Terrängen inåt land är platt. Havet är nära Ponta da Madeira åt nordväst. Runt Ponta da Madeira är det mycket tätbefolkat, med 1 135 invånare per kvadratkilometer.. Närmaste större samhälle är São Luís, 9,8 km öster om Ponta da Madeira.